# Augustin Cranach

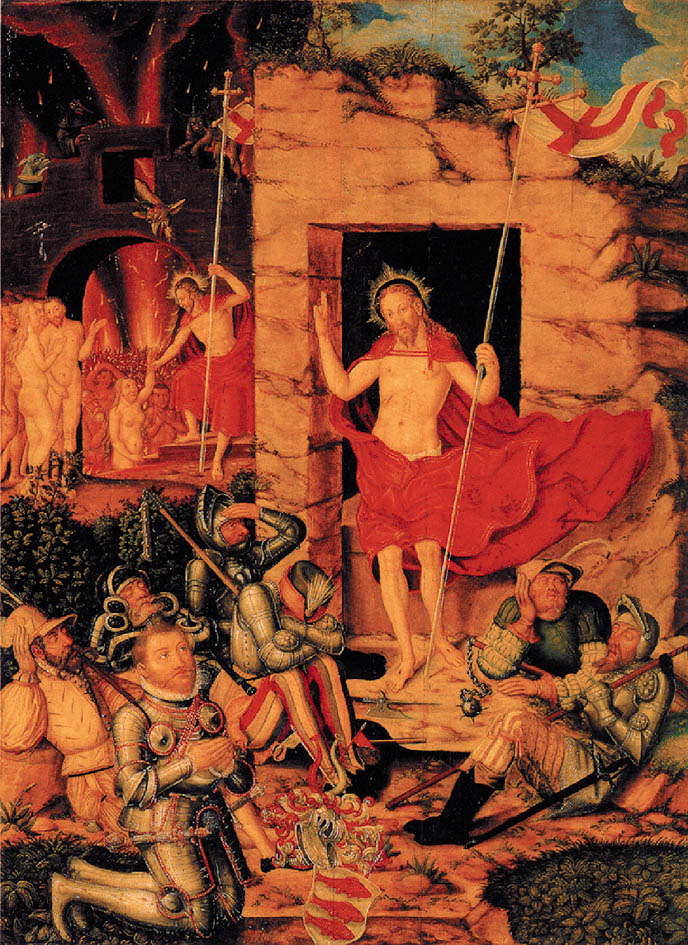
Augustin Cranach: Die Auferstehung Christi (Seydlitz Epitaph); 1582; Wittenberg, Stadtkirche

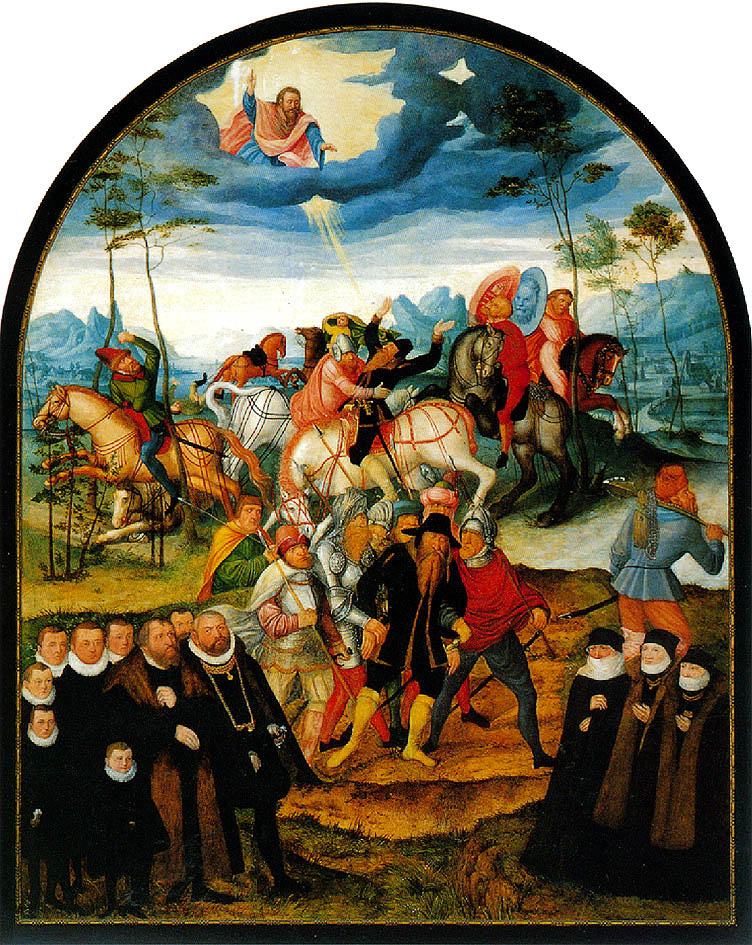
Augustin Cranach: Die Blendung des heiligen Paulus (Oertel Epitaph); 1586; Wittenberg, Stadtkirche

Augustin Cranach (* 1554 in Wittenberg; † 26. Juli 1595 ebenda) war ein deutscher Maler.

## Leben
Er war der Sohn von Lucas Cranach dem Jüngeren und Magdalena Schurff. 
Am 6. März 1564 immatrikulierte  er sich an der Universität Wittenberg. Augustin Cranach setzte die Tradition der Cranachwerkstatt fort und bekleidete mehrere ehrenvolle Ämter. Am 26. November 1577 heiratete er Marie Selfisch (* 27. Januar 1558 in Wittenberg; † 15. Januar 1626 in Delitzsch), eine Tochter des Wittenberger Buchhändlers und Bürgermeisters Samuel Selfisch. 
Im Jahre 1584 und 1587 wurde er Ratsmitglied in Wittenberg und gehörte diesem des Weiteren in den Amtsperioden 1590 als Ratskämmerer und 1593 als Stadtrichter an. Neben Conrad Fluth war Augustin Cranach ein Deputierter um Polykarp Leyser den Älteren aus Braunschweig als Generalsuperintendent zurück nach Wittenberg zu holen. 
Er verstarb am 26. Juli 1595 in Wittenberg.

### Nachkommen
Seine in Wittenberg geborenen Kinder waren:
- Maria Magdalena (* 17. März 1579 in Wittenberg; † 13. November 1617 in Dresden), verh. am 25. Januar 1597 mit Leonhard Cöppel aus Nürnberg († 1637)
- Elisabeth (* 8. Januar 1581; † 14. Dezember 1581)
- Barbara (* 30. September 1582; † 25. September 1586)
- Anna Maria (* 2. August 1584; † 2. Januar 1585 in Wittenberg)
- Lucas Cranach III. (* 6. März 1586; † vor dem 15. September 1645 in Wittenberg)
- Samuel (* 12. Mai 1588)
- Euphrosina (* 6. November 1590; † 25. März 1665), ist am 20. Januar 1607 mit Ägidius Strauch verheiratet worden.
- Augustus (* 10. Oktober 1592)
- Hans Christoph (* 8. Januar 1594), verh. mit Maria Schuffer
- Elisabeth (* 16. Dezember 1595), verh. mit Siegfried Neuhofen

## Werke
In der Stadtkirche von Wittenberg:
- Die Auferstehung Christi (Seydlitz Epitaph). 1582
- Die Blendung des heiligen Paulus (Oertel Epitaph). 1586